# Strokenfundering
Strokenfundering is een manier van funderen op staal. Funderen op staal betekent in deze: funderen op de vaste grond.
Een strokenfundering is een fundering op vaste grondslag, waarbij 2 stroken, aan weerszijden van de fundering de belasting moeten overdragen van het huis naar de grond. Bij een strokenfundering wordt een vloer op een dergelijke manier belast, dat er zowel druk- als trekkrachten voorkomen. De drukspanning wordt door het beton opgenomen en de trekspanning door het staal (wapening). Onder de fundering ligt meestal een werkvloertje van folie of beton. Hierbovenop komen dan afstandhouders te liggen. De bovenkant van dat werkvloertje is dan gelijk aan de aanlegdiepte. De aanlegbreedte is vaak 2,5 tot 3 keer de dikte van de muur.